# Maj Wechselmann

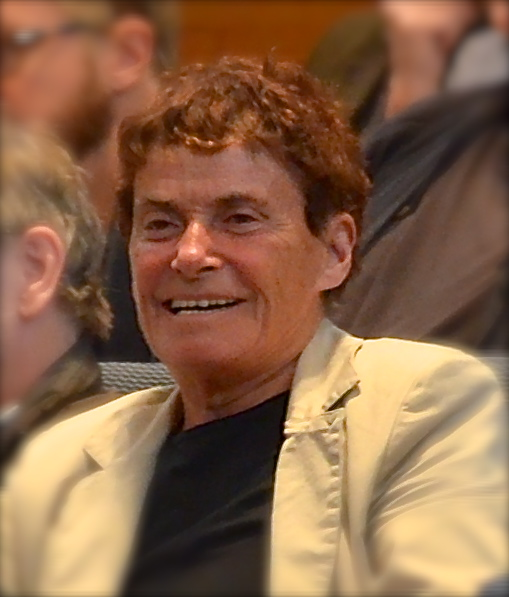
Maj Wechselmann på ABF i Stockholm 2012.

Maj Wechselmann, född 1 april 1942 i Köpenhamn, är en svensk regissör, dokumentärfilmare, debattör och politiker (vänsterpartist).

## Biografi
Wechselmann är dotter till tolken Bruno Wechselmann och Reina Korinman. Hon genomgick skådespelarutbildning i Odense. Hon var verksam vid Narrenteatern i Stockholm. I början av 1970-talet studerade hon vid Dramatiska Institutets filmregilinje. Hon tilldelades Kurt Linder-stipendiet 1973 för sin dokumentärfilm Viggen 37, Eldh-Ekblads fredspris 1978 samt Rydöpriset 1990 "för den fria tanken till Olof Palmes minne".
Maj Wechselmanns dokumentärfilmer och debattinlägg, ofta med politisk vänsterprofil och med en skepsis mot Västvärlden, har ofta väckt mycket uppmärksamhet. Efter Palmemordet väckte hon uppmärksamhet som privatspanare med långtgående kritik av utredningsarbetet. Hon gjorde dokumentärfilmen "Filmen om Anton Nilson. Till arbetarklassens barn" år 1980, en hyllning till den svenske ungsocialisten Anton Nilson, känd för attentatet mot strejkbrytarförläggningen Amalthea i Malmö 1908.
Maj Wechselmann vann 1988 ett förtalsmål mot Eskil Block som i ett elektroniskt diskussionsmedium (KOM-systemet) pekat ut henne som landsförrädare och sovjetisk spion. Detta var första gången i Sverige som en fällande dom avseende förtal byggde på uttalanden i ett elektroniskt medium. På Maj Wechselmanns begäran ålade också tingsrätten Eskil Block att införa domen i KOM-systemet.
Inför Europaparlamentsvalet i Sverige 2009 stod Wechselmann på 13:e plats på Vänsterpartiets lista. 2011 belönades hon för sina insatser i filmskapandet av Jan Myrdalsällskapet med 100 000 kronor och Jan Myrdals stora pris – Leninpriset.
Som dokumentärfilmare erhåller hon statlig inkomstgaranti från Konstnärsnämnden.

## Filmografi skådespelare
- 1970 – Stille dage i Clichy

## Regi
- 1969 – Sverige och EG
- 1970 – Ryssarna vid svarta havet
- 1970 – Kvinnomänniska
- 1971 – Flickor på Marabou
- 1973 – Viggen 37
- 1973 – Omställningen att få barn
- 1975 – Ett litet land i Skandinavien
- 1975 – Skolan och jämlikheten
- 1976 – Barn i klassamhället
- 1976 – Skillsmissebilder
- 1977 – Lilla skolan
- 1978 – Semper i Turkiet
- 1979 – Tredje världskriget
- 1980 – Filmen om Anton Nilson. Till arbetarklassens barn
- 1982 – Hungermarschen
- 1982 – En resa med rena hjärtan
- 1984 – Vattenbarn
- 1984 – Att lägga liv till åren
- 1985 – 1985. Vad hände katten i råttans år?
- 1985 – Ubåt! En till sannolikhet gränsande visshet
- 1986 – Ingen Hamlet på Kronborg i år
- 1988 – Kojtas - kniven
- 1989 – Från oss till er - från er till oss
- 1990 – Dumhet eller brott
- 1992 – Ett rättfärdigt krig? eller Ett folkmord i Gulfen
- 1992 – Kallt krig i kallt landskap
- 1994 – Ett mänskligt liv
- 1995 – Synden är listig och lömsk
- 1995 – Rapport från de drunknade och de glömda
- 1997 – Hitler och vi på Klamparegatan
- 1997 – Synden är lömsk och listig
- 1999 – Tala med mig systrar!
- 1999 – Report on South African Women
- 2000 – Där våldet slutar börjar kärleken
- 2002 – Svenska amerikalinjen 1915-1975
- 2002 – Du skall älska din nästa såsom dig själv
- 2003 – De tatuerade mammorna
- 2003 – Agent orange och utarmat uran
- 2004 – Om då
- 2004 – From the Beginning to the End
- 2005 – Människor är som dansande stjärnor - En resa till det Heliga Landet
- 2005 – En varvshistoria
- 2006 – Pojken som inte fick måla
- 2007 – Barn av sin tid
- 2008 – Bang och världshistorien
- 2009 – Kvinnorna och Generalerna
- 2009 – Pengarna och paniken - En film om girighet
- 2010 – En trovärdig man? Varför utreds Carl Bildt för folkrättsbrott?
- 2010 – En liten antirojalistisk film
- 2011 – Martin och Johan
- 2011 – Det är upp till dig!
- 2012 – Världens säkraste kärnkraftverk
- 2012 – Carl Bildt talar med Jens Odlander
- 2014 – Vittne till sin samtid
- 2017 – Min mor
- 2019 – Moa Martinson – Landsmodern
- 2020 – Atomen i mänsklighetens tjänst

## Filmmanus i urval
- 1970 – Ritva
- 1973 – Viggen 37
- 1990 – Dumhet eller brott
- 1992 – Kallt krig i kallt landskap
- 1995 – Rapport från de drunknade och de glömda
- 2002 – Du skall älska din nästa såsom dig själv
- 2005 – Människor är som dansande stjärnor
- 2008 – Bang och världshistorien

## Priser och utmärkelser
- 1973 Kurt Linders stipendium
- 1973 Filmkritikernas pris för årets bästa film
- 1978 Vilhelm Moberg-stipendiet
- 1978 Svenska freds- och skiljedomsföreningens fredspris
- 1980 Filminstitutets stipendum
- 1980 Vilhelm Mobergs pris för kritisk journalistik
- 1991 Filmens dags pris
- 1996 Svenska sjöfolksförbundets kulturpris
- 1997 Den Gyllene Pennan
- 1997 LO:s kulturpris
- 1999 Ekumeniska Juryns pris vid Filmfestivalen i Berlin
- 1999 Hyltebruks Olof Palme-pris för yttrandefriheten
- 2000 Scherfig, Gelstedt och Kirks prisen, Danmark
- 2003 Publikpriset på Grenzlands filmfestival. [The Award of the Audience]
- 2005 Lena Hellmans minnespris
- 2006 Sveriges Förenade Filmstudios Filmpris
- 2006 Olof Palmes Minnesfond
- 2007 Award of the Swedish Theatre Union ”Tromb”
- 2008 Statlig inkomstgaranti för konstnärer
- 2011 Jan Myrdals stora pris – Leninpriset
- 2012 Laholmfestivalens pris